# بروس غراهام
بروس غراهام (بالإنجليزية: Bruce Graham)‏ (و. 1925 – 2010 م) هو مهندس معماري من الولايات المتحدة، وكولومبيا، توفي عن عمر يناهز 85 عاماً، بسبب نفاخ رئوي.

## التعليم
تعلم في كلية التصميم في جامعة بنسيلفانيا ‏، وجامعة كيس وسترن ريسرف.

## معرض صور

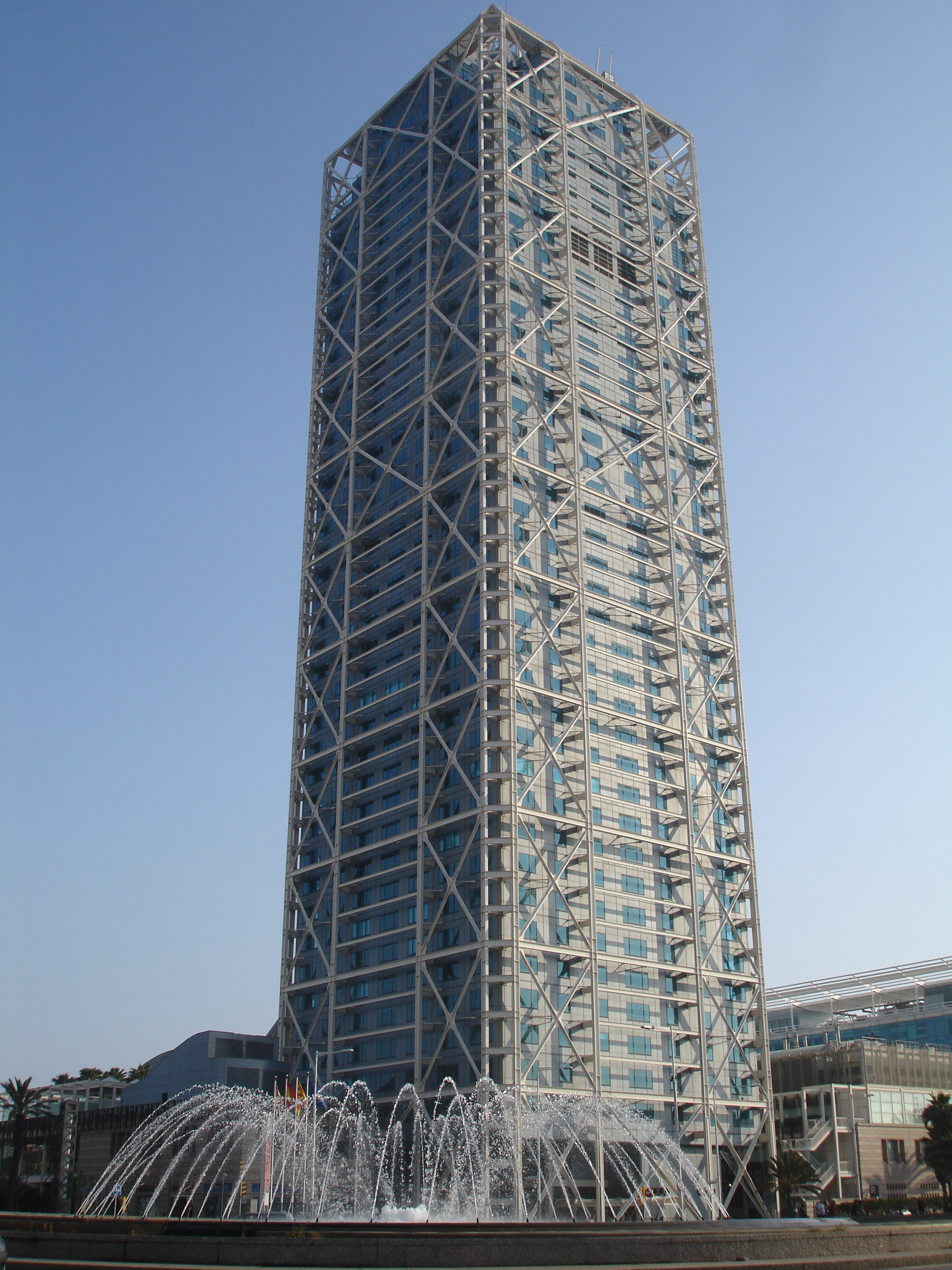
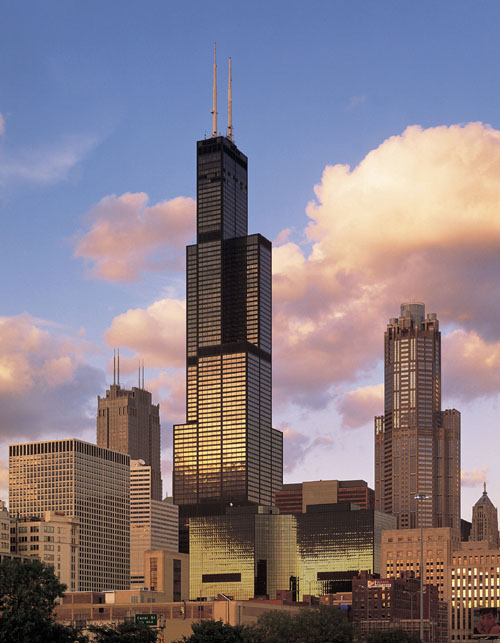
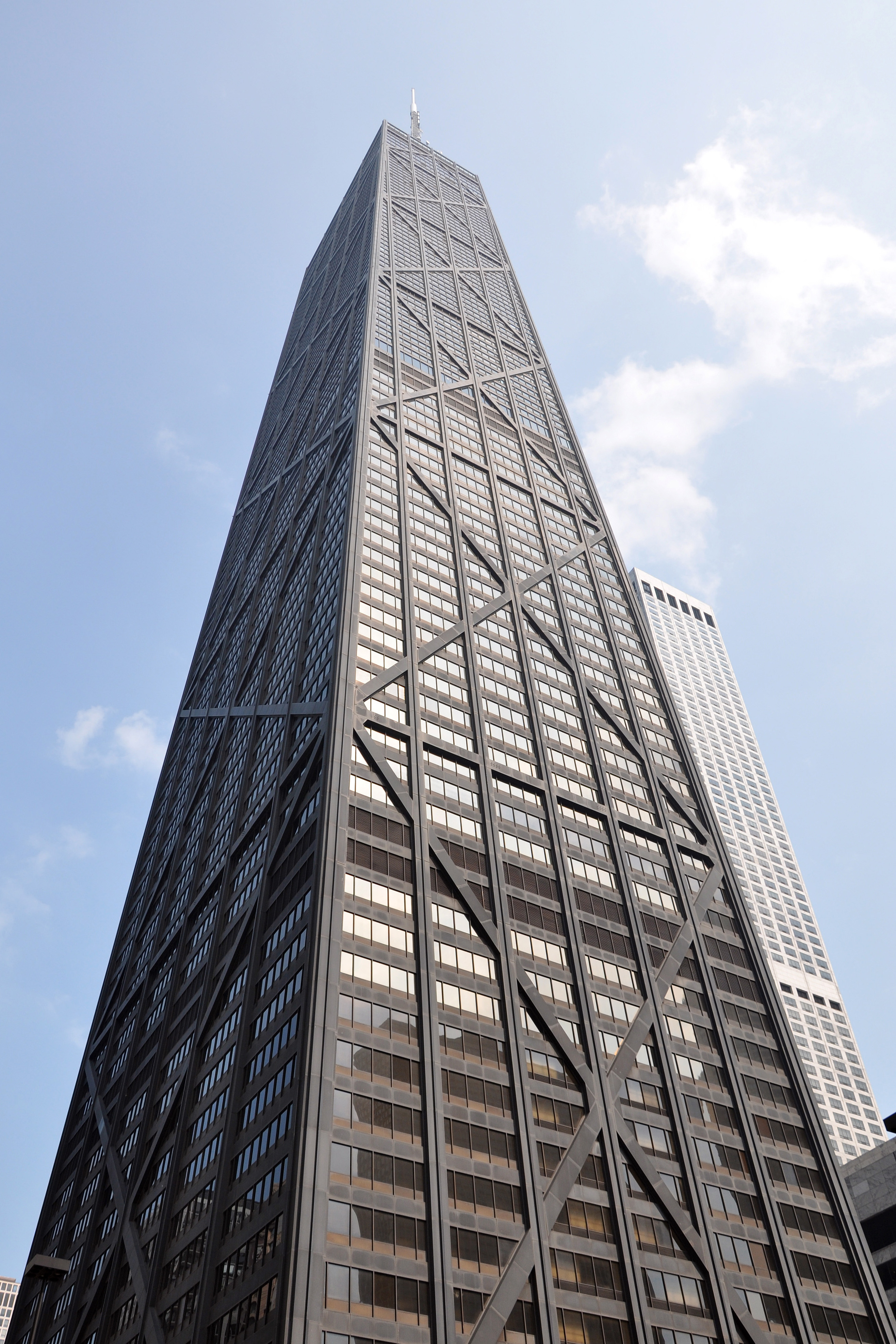